# رامون لوبيز (لاعب كرة قاعدة)
رامون لوبيز هو لاعب كرة قاعدة كوبي، ولد في 26 مايو 1933 في مقاطعة فيلا كلارا في كوبا، وتوفي في 4 سبتمبر 1982 في ميامي في الولايات المتحدة.

## وصلات خارجية
- رامون لوبيز على موقعبيزبول رفرنس.كوم (الدوري الرئيسي) (الإنجليزية)